# Marimatha operta
Marimatha operta är en fjärilsart som beskrevs av Heinrich Benno Möschler 1890. Marimatha operta ingår i släktet Marimatha och familjen nattflyn. Inga underarter finns listade i Catalogue of Life.